# 黄塘镇 (紫金县)
黄塘镇，是中华人民共和国广东省河源市紫金县下辖的一个乡镇级行政单位。

## 行政区划
黄塘镇下辖以下地区：
黄塘社区、铁嶂村、庙前村、嶂拔村、拱桥村、曹坑村、上黄塘村、车前村、长岌村、下黄塘村、腊石村、锦口村和澄田村。